# نويل ويلان
نويل ويلان (بالإنجليزية: Noel Whelan)‏ (30 ديسمبر 1974 بليدز في المملكة المتحدة - ) هو معلق رياضي ولاعب كرة قدم بريطاني في مركز الهجوم. شارك مع منتخب إنجلترا تحت 21 سنة لكرة القدم. أما مع النوادي، فقد لعب مع دونفرملين أثلتيك وديربي كاونتي وكريستال بالاس وكوفنتري سيتي وليدز يونايتد ونادي أبردين ونادي ميدلزبره ونادي ميلوول ونادي هاروجيت تاون ونادي ليفينغستون لكرة القدم ونادي بوسطن يونايتد ودارلينجتون إف سى.

## وصلات خارجية
- نويل ويلان على موقع قاعدة بيانات كرة القدم.إي يو (الإنجليزية)
- نويل ويلان على موقع Soccerbase.com (لاعب) (الإنجليزية)
- نويل ويلان على موقع عالم كرة القدم.نت (الإنجليزية)